# Friedrich August Stock

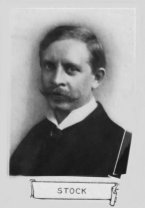
Friedrich August Stock, ca. 1908

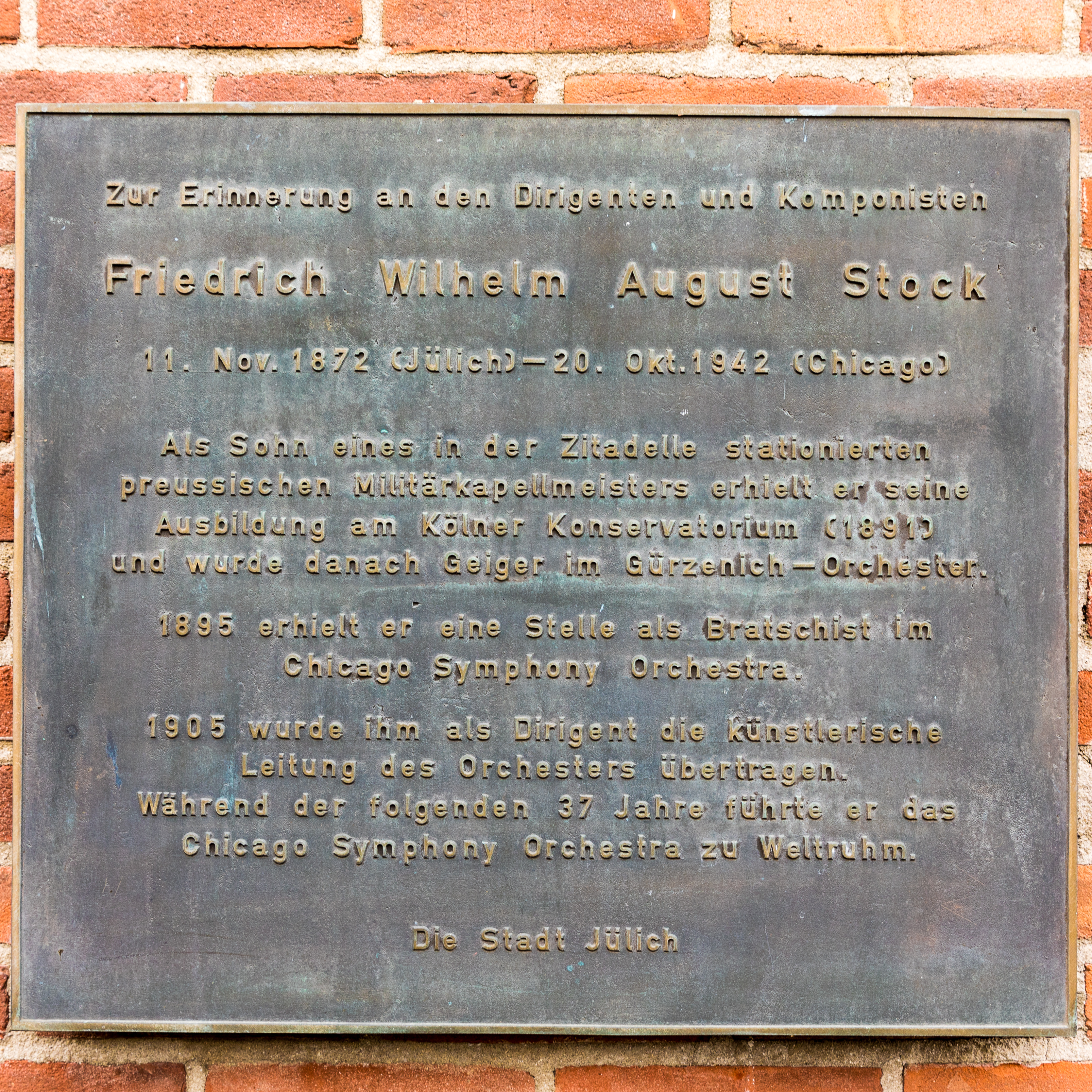
Erinnerungstafel am Gymnasium Zitadelle Jülich

Friedrich (Frederick) Wilhelm August Stock (* 11. November 1872 in Jülich, Deutsches Reich; † 20. Oktober 1942 in Chicago, USA) war ein deutscher Bratschist, Dirigent und Komponist.

## Leben
Stock war der Sohn eines in der Zitadelle Jülich stationierten preußischen Militärkapellmeisters. Er erhielt seine Ausbildung am Kölner Konservatorium und wurde 1891 Geiger im Gürzenich-Orchester. 1895 wurde er Bratschist im Chicago Symphony Orchestra, 1899 Assistenzdirigent. Als Chefdirigent ab 1905 führte er das Chicago Symphony Orchestra zu weltweitem Erfolg und leitete es bis zu seinem Tod. 1912 wurde er in die American Academy of Arts and Letters gewählt.
Friedrich August Stock leitete kurz vor seinem Tode, am 22. August 1942, eine der ersten öffentlichen Aufführungen der Leningrader Symphonie Nr. 7 von Dmitri Schostakowitsch, weniger als einen Monat nach der von Arturo Toscanini geleiteten US-amerikanischen Uraufführung in New York mit dem NBC-Symphonieorchester am 19. Juli 1942.
Nach dem Tode von Stock übernahm ein anderer deutschstämmiger Dirigent, Hans Lange, gebürtiger Istanbuler, der ehemalige Assistent von Toscanini, den Stock 1939 als „Associate Conductor“ eingestellt hatte, die restlichen Konzerte des CSO der Saison 1942/43. Hans Lange blieb Dirigent des CSO bis 1946.
Zudem komponierte Stock zahlreiche Lieder, kammermusikalische und symphonische Werke. Am 3. Juni 1994 wurde in Jülich am Südflügel der Zitadelle im Beisein von Mitgliedern des Chicago Symphony Orchestra und Stocks Urenkelin eine Gedenktafel an Stock enthüllt.